# Мартин малий
Мартин малий  (Hydrocoloeus minutus або Larus minutus) — вид птахів із родини мартинових (Laridae), єдиний у роді Hydrocoloeus. Один з найбільш дрібних представників родини. Гніздиться в Європі та Азії, здебільшого на території колишнього СРСР. Крім того, з недавнього часу утворює невеликі колонії в районі Великих озер у Північній Америці. У гніздовий період займає внутрішні прісноводні водойми — озера, трав'яні болота, річкові заплави. Зимує на морських узбережжях Західної Європи, уздовж Середземного, Чорного і Каспійського морів, а також на сході Китаю.

## Опис
Граційний і дуже маленький мартин — довжина 24-28 см, розмах крил 62-69 см, вага близько 100 г. Крім розміру, виділяється легким пурханням, непрямолінійністю польоту, що нагадує рух швидше болотних крячків (Chlidonias), ніж мартинів чи чайок. В цілому має схожість з мартином звичайним, але приблизно на третину менший і в дорослому оперенні відрізняється повністю чорної головою. Крім того, починаючи з дворічного віку, у птахів нижні криючі пера крил димчасто-сірі з білою облямівкою, в результаті чого в польоті низ крила виглядає майже чорним — за цією ознакою малих мартинів легко виділити серед інших близьких видів. Має трирічний цикл оперення — остаточного дорослого вигляду набуває у віці трьох років.

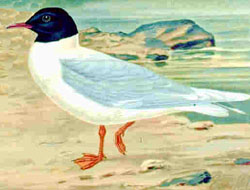
У шлюбному вбранні

У шлюбному вбранні низ, боки, груди, нижня частина шиї, підхвістя і надхвістя білі, іноді зі злегка рожевим відтінком на череві. Голова і верхня частина шиї контрастно-чорні. Спина, першорядні і другорядні махові світло-сірі з білими закінченнями — білі вершини зверху і знизу утворюють рівну білу облямівку по всьому задньому краю. Нижні криють крила димчасто-сірі. Голова повністю чорна. Дзьоб короткий, тонкий, темно-червоного кольору. Райдужна оболонка очей темно-бура, краї повік червоні. Білий ободок навколо очей, властивий іншим чорноголовим мартинам (за винятком вилохвостих), відсутній. Ноги непропорційно короткі, яскраво-рожеві. У дорослому зимовому вбранні голова стає переважно білою, з темно-сірими плямами на тімені, потилиці і позаду очей. Підвидів не утворює.
Молоді птахи в першому літньому і зимовому вбранні за окрасом голови схожі на дорослих птахів взимку, відрізняючись від них більш великими темно-сірими плямами на тімені. Спина темно-бура зі світлими плямами, що утворюють виразні поперечні смуги. Темно-буре пір'я також є на боках, як у чорного крячка (Chlidonias niger), і в окремих випадках може закривати всі груди. У верхній частині крил можна розрізнити темний малюнок у вигляді літери «М», утворений переважно чорними (з другого по шостий) першорядними і білими з сірими облямівками другорядними маховими. Знизу крило біле. Дзьоб червонувато-бурий, райдужна оболонка бура. Ноги блідо-рожеві, майже тілесного кольору. На другій рік голова стає темною, як у дорослих птахів .
Голос мелодійний, схожий на крик чорного крячка — ритмічний «кей, кей, кей …» або у вигляді трелі «ке-кей, ке-кей, ке-кей …». Сигнал тривоги — більш низька суха трель «ке-ке-ке-кек», що нагадує голос галки. Іноді видає різкий писк «уіть».

## Поширення
Гніздиться в Євразії, головним чином в межах республік колишнього СРСР. Межі ареалу багато в чому умовні, оскільки для виду, поряд з традиційними районами проживання, характерні постійні переміщення за сотні і тисячі кілометрів, де птахи утворюють тимчасові колонії. На території материка розрізняють три основні гніздові популяції, розділені між собою. Найбільш західна і відносно нечисленна популяція займає Європейську частину Росії і прилеглі території — Прибалтику, південні райони Швеції та Фінляндії, Східну Білорусь та Північну Україну. Невелика колонія відзначена в Норвегії. Мартини цього регіону постійно кочують, змінюючи місця гніздування. Так, відзначені нерегулярні колонії у Західній Європі: Нідерландах, Данії, Великій Британії, Німеччині та Румунії, а також в Ісландії . Центральна популяція, найбільш численна і постійна, займає степи Західного Сибіру і Північного Казахстану. Північна межа ареалу в цьому регіоні пролягає через Курганську, Тюменську, Омську і Новосибірську області Росії, на сході досягаючи долини річки Об. З півдня ареал обмежений центральними районами Казахстану — Західно-Казахстанською, Костанайською (нижня течія р. Тургай) областями і далі приблизно уздовж 49-ї паралелі. Східна популяція охоплює Забайкалля і північ Монголії. У XX столітті непостійні колонії малих мартинів були виявлені в районі Великих озер у Північній Америці, а починаючи з 1987 року ці птахи гніздяться там щорічно.
Перелітний вид. До місць зимових стоянок починає відлітати вже в кінці липня, повертається в кінці квітня — травні. Зимує на морських узбережжях — в Західній Європі уздовж Атлантики на південь від Британських островів, у Середземномор'ї, Адріатиці, на Чорному та Каспійському морях. Східна популяція переміщується на південний схід — до берегів Жовтого моря.
У період розмноження місця проживання пов'язані з прісноводними неглибокими водоймами — рівнинними озерами, заболоченими заплавами річок, старицями, де часто зустрічається змішаними зграями з мартином звичайним і болотними крячками. Зимує на морі, у період міграції тримається на мілководді недалеко від берега. На прольоті в зупиняється на внутрішніх водоймах, щоб перечекати линьку.

## Розмноження

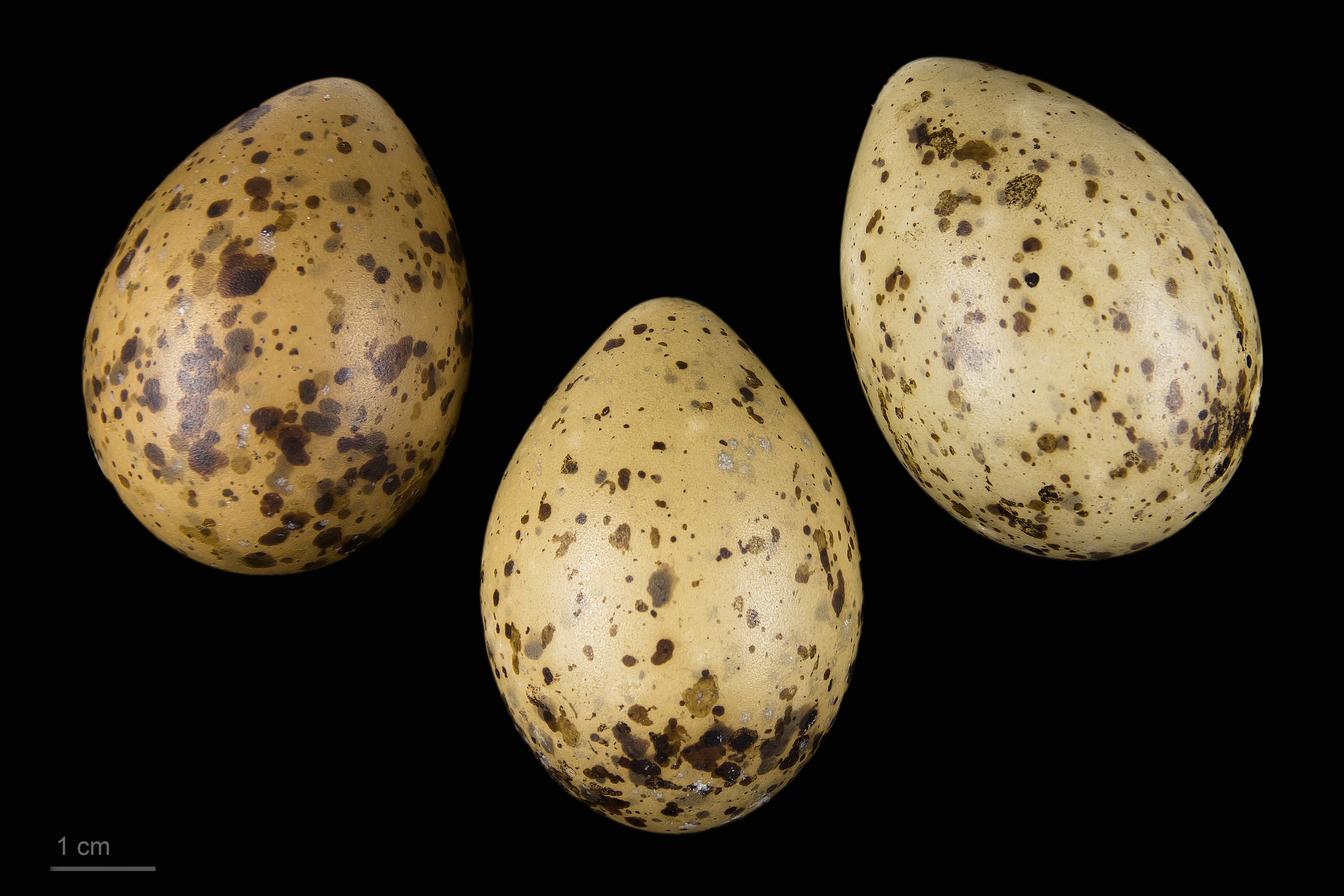
Яйце Hydrocoloeus minutus — Тулузький музей

Статева зрілість, ймовірно, настає у віці 3-х років. Як правило, гніздяться невеликими пухкими колоніями по 5-50 пар спільно з мартином звичайним, білокрилим і річковим крячками. Колонії непостійні як за географічним положенням, так і за чисельністю — птахи постійно переміщуються всередині ареалу і навіть далеко за його межами. Моногамні, пари утворюються на прольоті до місць гніздування або незабаром після прибуття. У шлюбний період поведінка демонстративна: в польоті характерне часте чергування активного маху і більш спокійного, розміреного польоту й ширяння; при цьому чайка видає довгу серію швидких повторюваних звуків «ке-кей, ке-кей, ке-кей …». Демонстративна поведінка на суші, в порівнянні з іншими близькими видами, виражена в меншій мірі — під час залицяння самки підкидають дзьоб, нахиляють голову і «квокчуть». Гніздо найчастіше влаштовується у вологому місці — в плавнях, на осокових купинах, заломах очерету, рідше на сухому березі водойми. У першому випадку будується велика і груба споруда з водних або навколоводних рослин, у другому викопується невелике заглиблення в землі, яке злегка вистилається стеблинками трав.
Кладка містить 2-3 (рідше 4) яйця оливкового, оливково-зеленого або вохристо-бурого фону з червоно-бурими, лілово-сірими або чорнуватими плямами. Розмір яєць (37-45) × (28-32) мм. Насиджування починається з першого яйця і зазвичай триває 20-22 дні. Насиджують обоє батьків, проте більшу частину часу в гнізді проводить самка. Щойно вилуплені пташенята вкриті пухом сірувато-бежевого кольору з рудим відтінком. Самець і самка по черзі займаються обігрівом і годуванням пташенят. У віці трьох днів пташенята вже здатні залишати гніздо, а на крило стають через 21-24 дні.

## Харчування
Основний корм малих чайок — дрібні водні та наземні безхребетні тварини і комахи: волохокрильці, гребляки (Corixidae), хребтоплави (Notonectidae), дзвінці, плавунці (Dytiscidae) і їхні личинки, бабки, наземні жуки, саранові та т. д. Крім того, харчується дрібною рибою і деякими ракоподібними, такими як артемія (Artemia salina). У пошуках корму літає низько над мілководдям або прибережними травами, часто невеликими групами. Комах ловлять у повітрі подібно ластівкам, або збирають на поверхні води і з рослин. Рачків ловлять, блукаючи по мілководдю. Тримаються на воді, але не пірнають.